# Саву, Мариан
Мариан Саву (рум. Marian Savu; родился 11 октября 1972 года в Пьетрошани, жудец Телеорман) — румынский футболист, нападающий. Он сыграл в общей сложности 257 матчей в румынском Дивизионе А, украинской Премьер-лиге и национальном чемпионате Венгрии. В сезоне 1999/2000 он был лучшим бомбардиром чемпионата Румынии.

## Карьера
Первым профессиональным клубом Саву стала «Флакэра Морени», которая в то время играла в высшей румынской футбольной лиге, Дивизион А. Это был первый год клуба в элите, поэтому он не смог избежать вылета в конце сезона. После окончания сезона Саву присоединился к румынскому гранду, «Динамо Бухарест».
Саву не смог завоевать место в основе столичного клуба в сезоне 1990/91, ограничившись шестью матчами. Затем он был отдан в аренду в свой бывший клуб, который играл в Дивизионе B. Во время зимнего перерыва 1992/93 он вернулся в «Динамо». Саву набрал форму в сезоне 1993/94, когда сыграл 12 матчей за свой клуб, таким образом он помог клубу выйти в Кубок УЕФА. Однако в начале следующего сезона он был снова отдан в аренду — на этот раз в «Брашов». Через полгода он вернулся в «Динамо» и занял с ней третье место в чемпионате после «Стяуа» и «Университатя Крайова».
В начале 1996 года Саву покинул «Динамо» и перешёл в состав конкурента, «Рапид Бухарест». После окончания сезона он присоединился к «Националу». В сезоне 1996/97 он был частью основного состава своего нового клуба. Он помог клубу занять второе место и выйти в финал кубка, который, однако, был проигран «Стяуа» со счётом 4:2. В первом круге сезона 1997/98 ему удалось сыграть только пять матчей, и он был отдан в аренду на оставшуюся часть сезона в «Спортул Студенцеск». «Спортул» покинул Дивизион А по итогам сезона.
После возвращения Саву в «Национал» нападающий провёл самый успешный сезон в своей карьере. Хотя его клуб по итогам сезона оказался лишь в середине турнирной таблицы, в сезоне 1998/99 он забил 19 голов и смог улучшить этот результат в следующем сезоне, отличившись 20 голами, которые принесли ему приз лучшего бомбардира. Саву стал лучшим бомбардиром благодаря тому, что его главный конкурент, Адриан Муту, был продан во время зимнего перерыва в «Интернационале» и не смог улучшить свой результат в 18 голов во второй половине сезона.
Этот успех Саву был замечен иностранными клубами, так что украинский клуб «Шахтёр» в 2000 году подписал с ним контракт. Там он не смог показать хорошую игру и покинул клуб через полгода, перейдя в состав соседей «горняков», «Металлург Донецк», в новом клубе он сыграл лишь пять матчей. В 2001 году он вернулся обратно в «Национал», но не смог повторить свои предыдущие достижения. Хотя он снова занял второе место в чемпионате, Саву после всего лишь одного сезона на родине перешёл в кипрский АЕЛ Лимасол.
На Кипре Саву оставался всего один год и в 2003 году присоединился к венгерскому клубу «Видеотон». После одного сезона в Венгрии он в третий раз вернулся в «Национал», но по-прежнему не мог набрать форму. В 2006 году он перешёл в «Петролул» из Лиги II, где он годом позже закончил свою карьеру.